# Rumex palustris
Rumex palustris là một loài thực vật có hoa trong họ Rau răm. Loài này được Sm. miêu tả khoa học đầu tiên năm 1800.